# St.-Matthias-Inseln
Die St.-Matthias-Inseln, auch Mussau-Inseln, sind eine Inselgruppe von etwa 10 Vulkaninseln, nordwestlich von Neuirland im Bismarck-Archipel gelegen. Sie gehören politisch zur Provinz New Ireland in Papua-Neuguinea. Die größte und nördlichste Insel ist Mussau; Emirau liegt östlich und Eloaua südlich von Mussau.
Die Inselgruppe wurde 1616 von den niederländischen Seefahrern Jacob Le Maire und Willem Cornelisz Schouten für Europa entdeckt. Von 1885 bis 1899 gehörten die St. Matthias-Inseln zum sogenannten „Deutschen Schutzgebiet“ und von 1899 bis 1914 zur Kolonie Deutsch-Neuguinea.
Auf Mussau starben am 1. April 1901 bei einem Angriff von Einheimischen Bruno Mencke, der Finanzier und Leiter der Mencke-Expedition, sowie drei seiner Begleiter. Ob einer der Begleiter Opfer von Kannibalismus wurde, blieb ungeklärt. Als Reaktion auf den Tod Menckes und seiner Begleiter richteten im Sommer 1901 Angehörige der deutschen Polizeitruppe und eine Landungsabteilung des Kreuzers Cormoran unter dem Kommandanten Korvettenkapitän Max Grapow bei einer „Strafexpedition“ auf Mussau ein Massaker unter den Bewohnern der Insel an.
1914 wurden die Inseln von australischen Truppen erobert, und nach dem Ersten Weltkrieg als Mandat des Völkerbundes von Australien verwaltet. Seit 1975 sind sie Teil des unabhängigen Staates Papua-Neuguinea.
Die St.-Matthias-Inseln wurden von BirdLife International als Vogelschutzgebiet für endemische Vogelarten (Endemic Bird Areas, EBA) eingestuft. Eine Unterart der Spechtpapageien, der Meekspechtpapagei (Micropsitta meeki proxima) ist nur von Mussau und Emirau bekannt. Der Weißrücken-Monarch oder St.-Matthias-Monarch (Monarcha menckei) und der Schwarzbrust-Fächerschwanz (Rhipidura matthiae) sind sowohl endemisch, als auch als „beinahe bedroht“ eingestuft.